# Грезля
Грезля (укр. Грезля) (раньше — Рудня-Грезля) — село на Украине, находится в Народичском районе Житомирской области, рядом с одноимённой рекой.
Код КОАТУУ — 1823787203. Население по переписи 2001 года составляет 60 человек. Почтовый индекс — 11412. Телефонный код — 4140. Занимает площадь 0,262 км².

## Адрес местного совета
11412, Житомирская область, Народичский р-н, с.Радча